# 茶具文物館

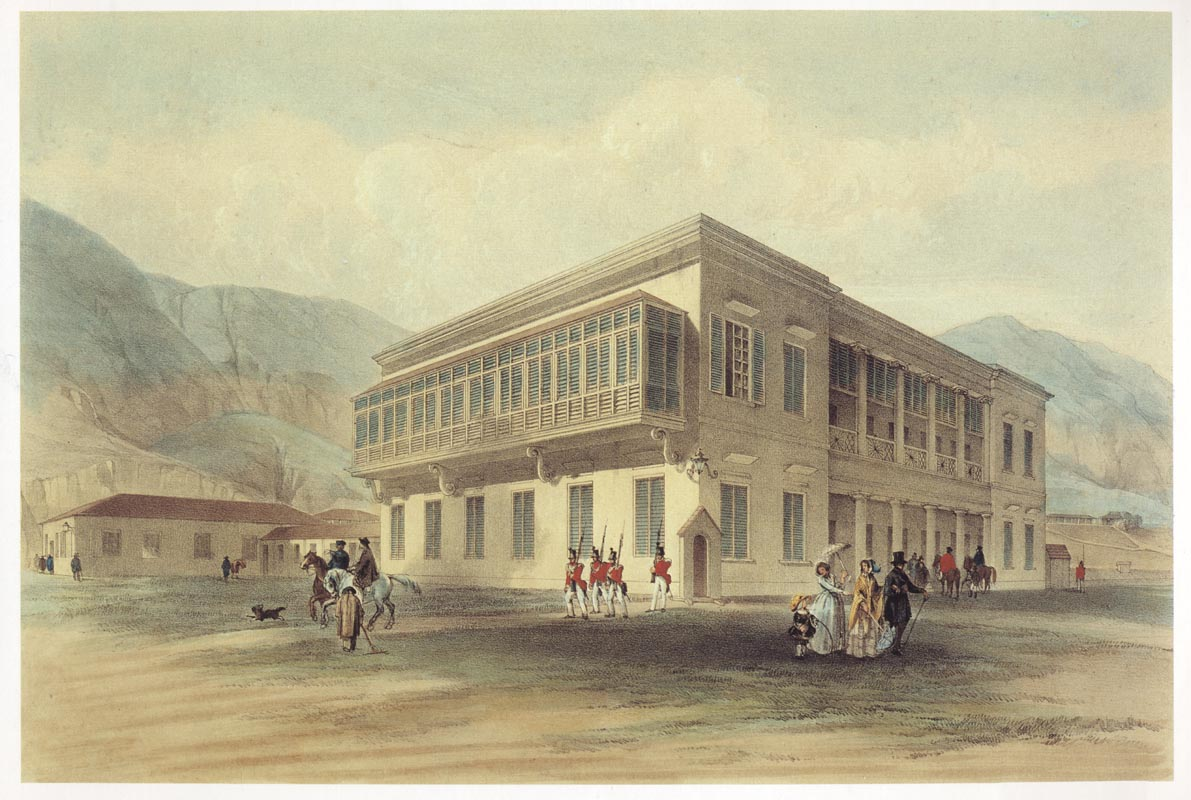
1846年三軍司令官邸的畫作

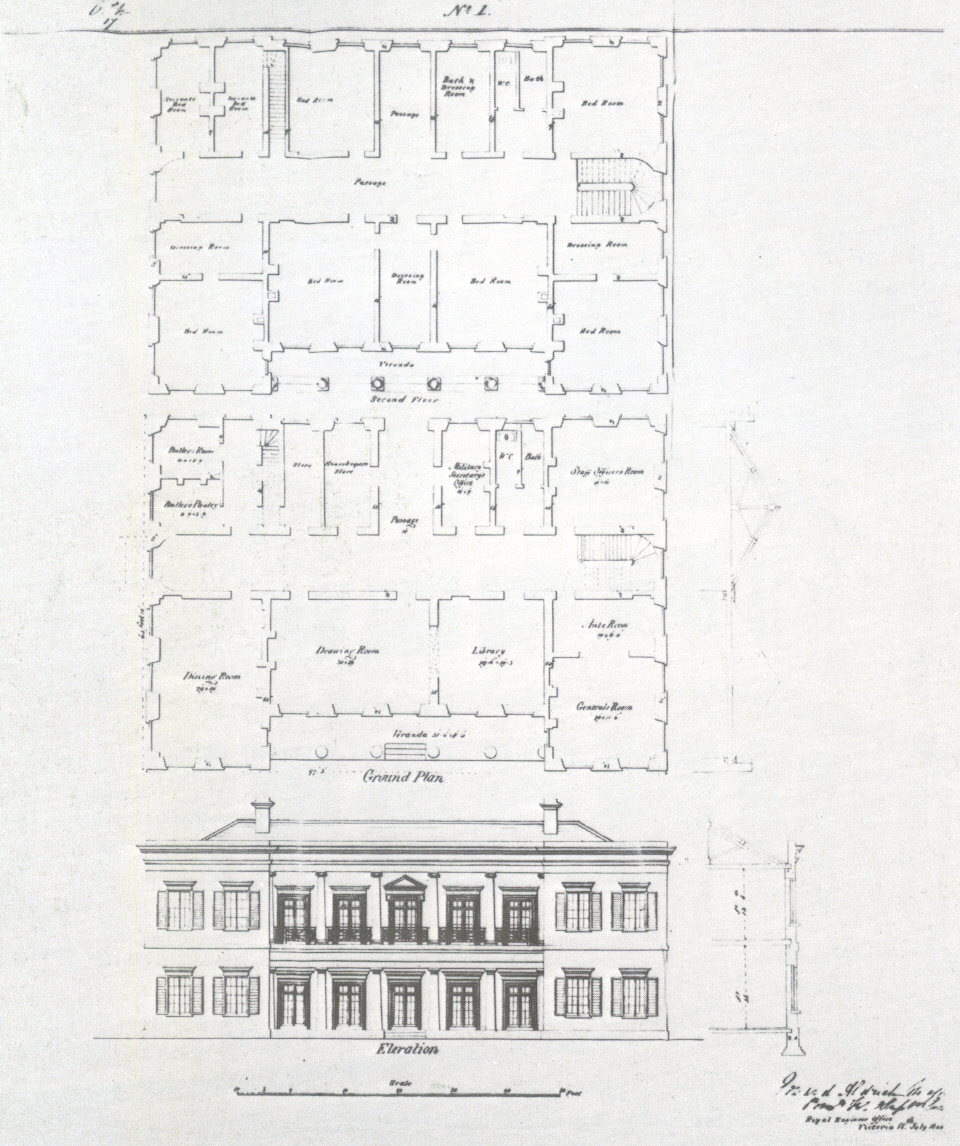
1844年籌建官邸時繪製的圖則

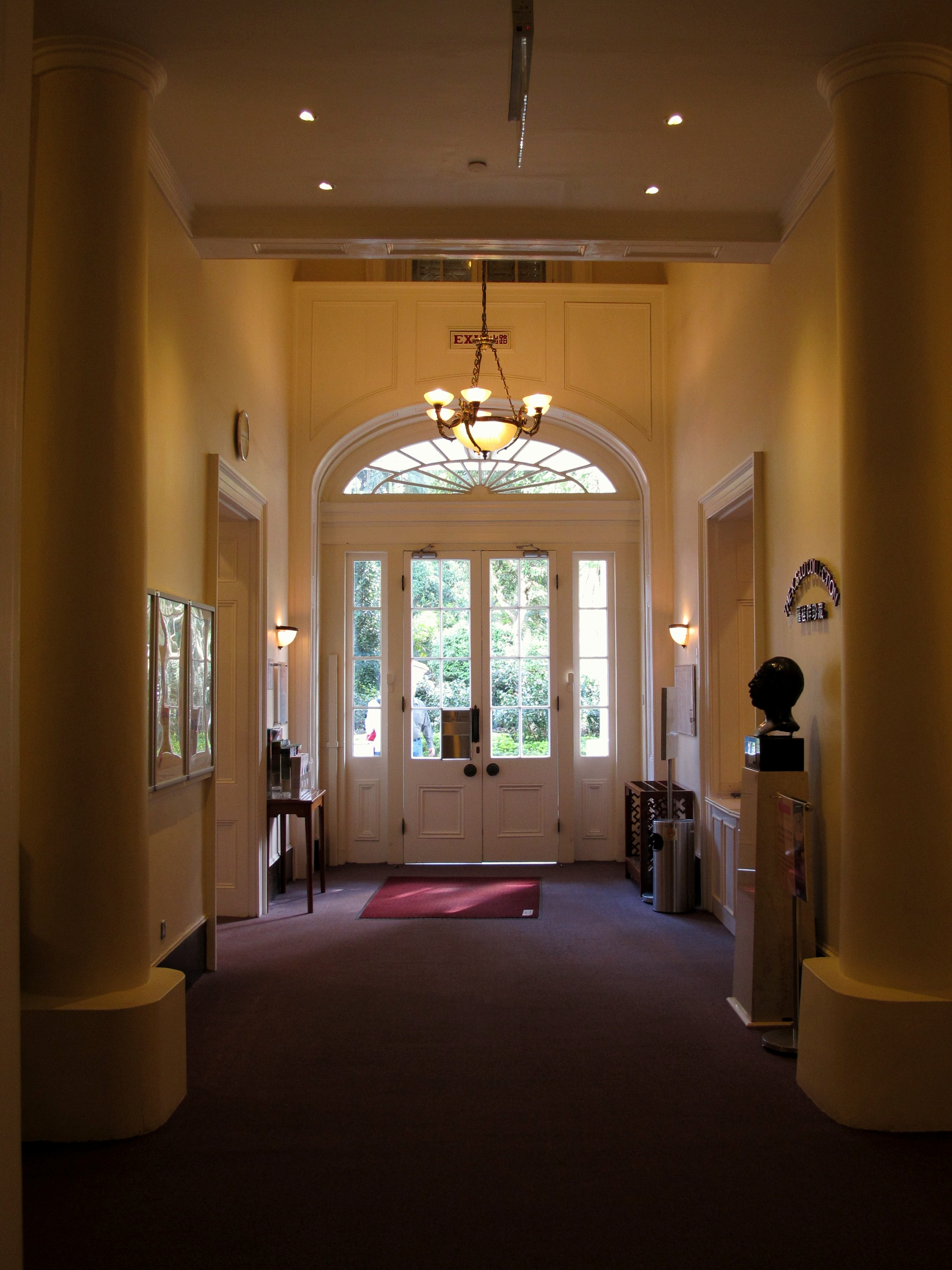
文物館入口

茶具文物館（英語：Museum of Tea Ware），位於香港香港島中西區中環紅棉路10號，即香港公園內。文物館為香港康樂及文化事務署轄下的博物館之一，以及香港藝術館的分館，館內展出各种中国茶具及茶藝相關文物。文物館前身是駐港英軍司令的官邸，因而擁有旗桿屋（英語：Flagstaff House）之稱。建筑物为香港現存歷史最悠久的西式建築，屬希臘復興式建築風格，設計簡潔，見證香港百年歷史，歷史價值尚高，已列為香港法定古蹟。

## 歷史

### 往昔
文物館的原址建於英屬香港時期的1846年，作為駐港英軍司令的官邸，當時官邸稱為「司令總部大樓」，是域多利兵房的一部份，亦成為了駐港英軍司令的辦公及住所。使用大樓的首位將領是英國駐華陸軍總司令德忌笠少將。
1932年，官邸改稱「三軍司令官邸」，但仍為駐港英軍司令的官方住所。1941年12月香港保衛戰期間，樓頂曾被日軍炮彈炸毀，官邸在香港日佔時期遭日軍佔用，日軍修復官邸後用作香港佔領地司令官邸。1945年8月香港重光，英軍將建築及陳設整修後恢復為三軍司令官邸。
1974年11月，三軍司令官邸曾經開放予香港女童軍協會舉行賣物會籌款。駐港英軍司令於1978年10月初（原定為7月）遷入在山頂白加道11號的新建官邸，而港督麥理浩因為港督府需要進行修葺工程，於1978年10月尾遷入原三軍司令官邸暫住半年。

### 現今
1970年代後期，因為中區商業用地不足，港府與軍部及英國政府商議後
，駐港英軍同意於1979年3月撤出域多利軍營，並將軍營的用地連同三軍司令官邸移交給香港政府重新規劃發展。官邸因為具有建築特色及歷史意義而獲得保留。1982年12月，政府決定將官邸改建為茶具文物館。1983年2月11日，建築拓展署批出450萬港元合約予忠誠建築進行改建工程，並在1984年1月26日由香港總督尤德與夫人主持落成啟用。1995年，文物館增建了新翼羅桂祥茶藝館，在同年12月14日落成啟用，展示香港茶具收藏家羅桂祥捐出的展品。

## 展覽內容
文物館兩層的展館共分為六個展區，介紹中國飲茶的歷史，展出由唐代至近代的各式茶具。
羅桂祥捐贈的藏品以宜興茶具最富代表性，亦有展出中國陶瓷及印章。文物館，定期會舉辦陶藝示範、茶藝活動及講座等活動，以推廣陶瓷藝術和中國茶文化。

### 羅桂祥茶藝館
在1992年，羅桂祥博士建議側興建一座茶藝館，舉辦有關茶藝活動，令遊人欣賞到茶具中國的文化。由於文物館是由羅桂祥策劃，茶藝館藏品基本由羅桂祥捐贈。茶藝館在1995年啟用。茶藝館啟用後多用作舉辦中國茶藝的講座、聚會以及教育推廣，促進市民及遊客對荼藝的認知。

## 建築特色
建築物是香港現存歷史最悠久的西式建築之一，屬希臘古典復興式風格，設計簡潔，見證香港百年歷史，歷史價值尚高，已列為香港法定古蹟。

## 圖集

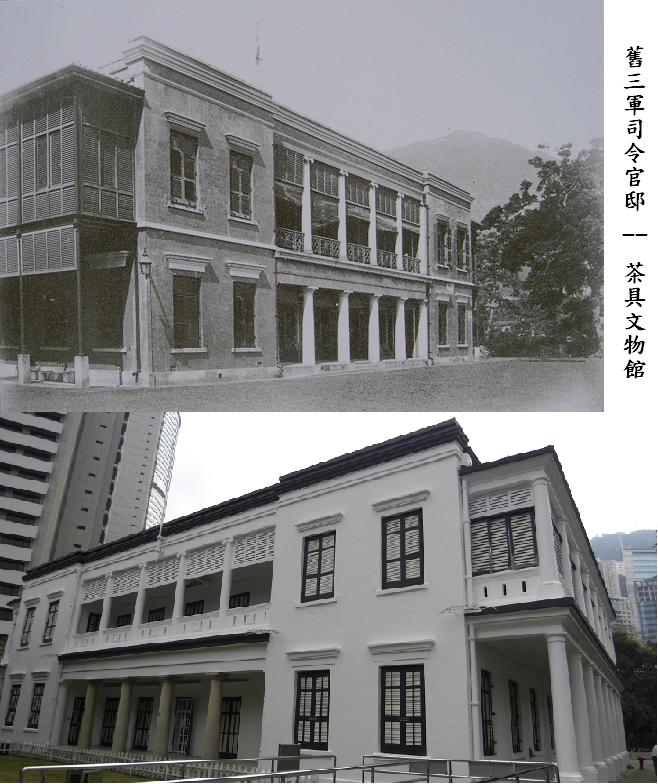
茶具文物館的今昔比較
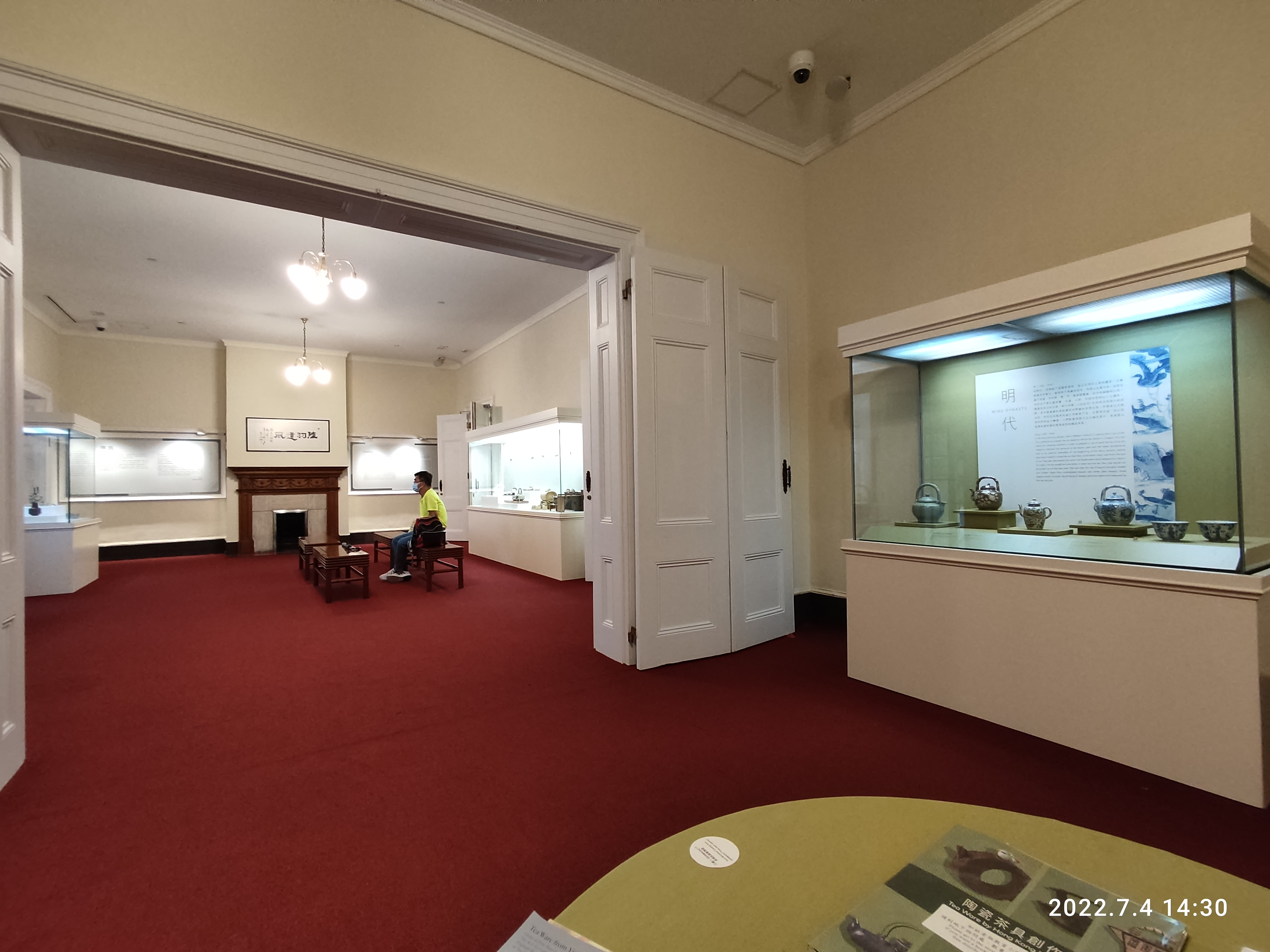
茶具文物館內佈置 (1)
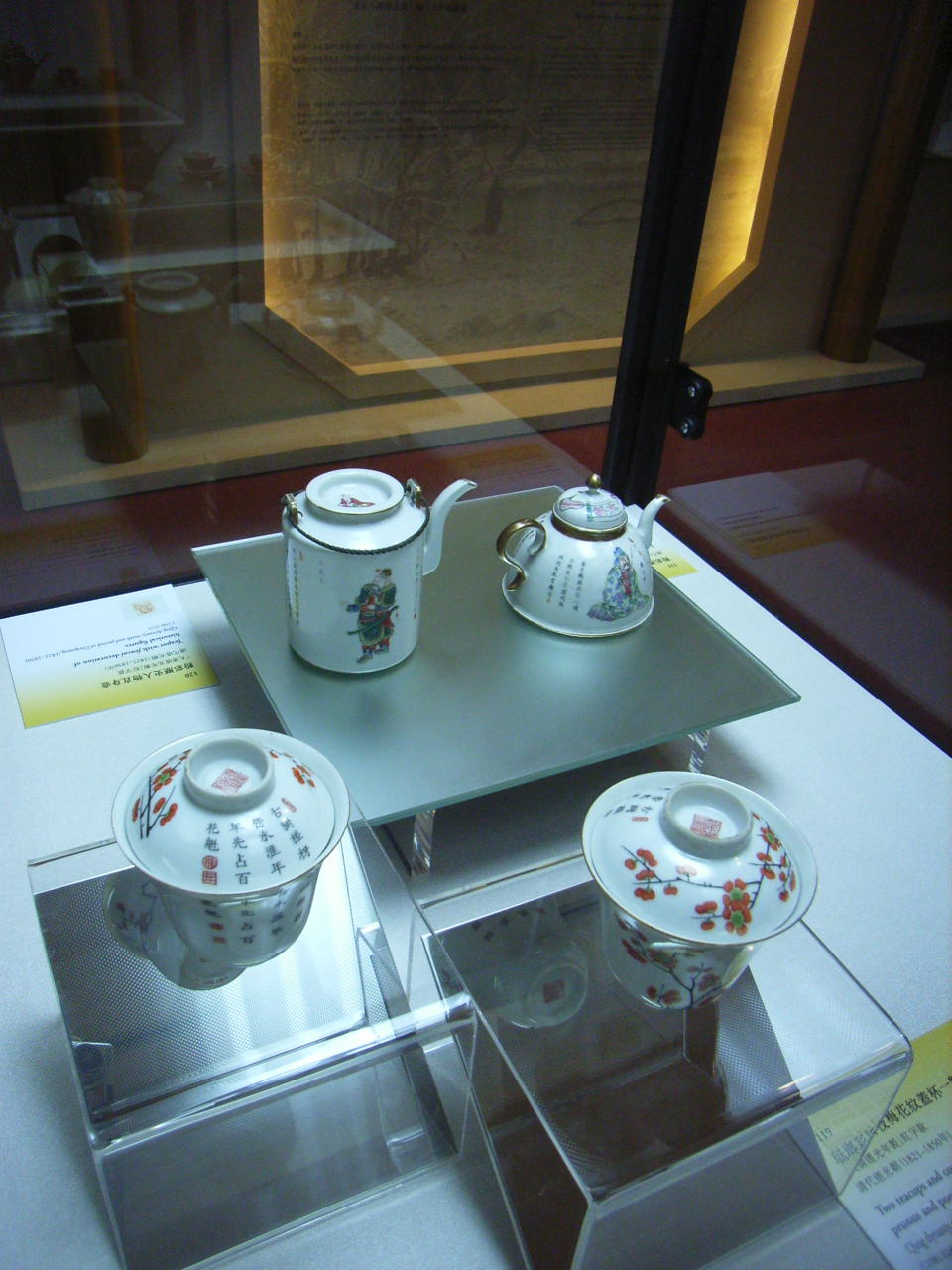
茶具文物館藏品之一
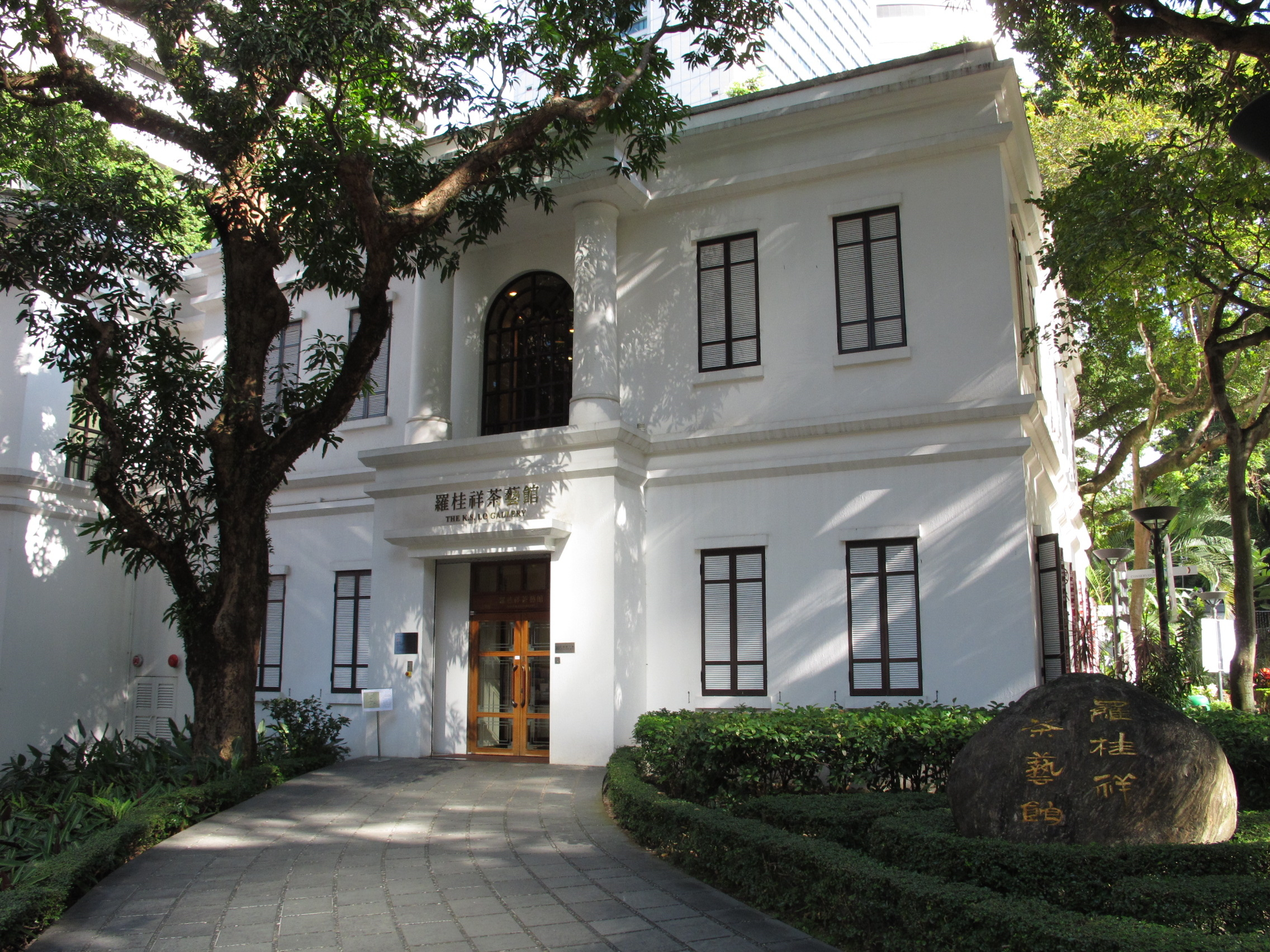
茶具文物館新翼 羅桂祥茶藝館
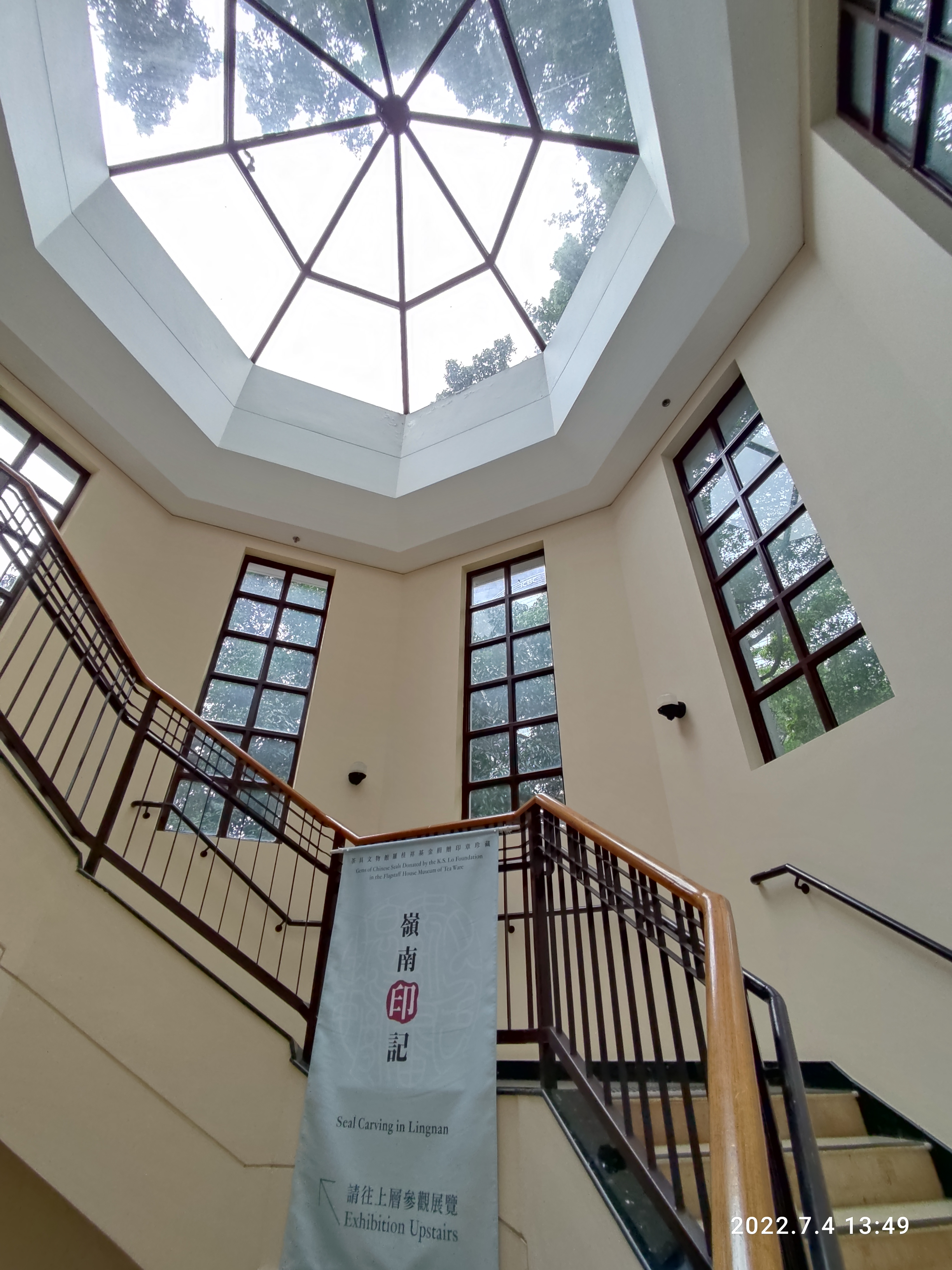
羅桂祥茶藝館內的樓梯

## 入場資料
文物館每日的開放時間為上午十時至下午六時，逢星期二休館（公眾假期除外）。農曆年初一、二亦需要休館，聖誕節前夕及農曆年除夕會提早於下午五時休館。參觀不需付費。